# Сайхан
Сайхан (каз. рзд.Сайқан) — разъезд в Алакольском районе Жетысуской области Казахстана. Входит в состав Бескольского сельского округа. Код КАТО — 193439600.

## Население
В 1999 году население разъезда составляло 72 человека (41 мужчина и 31 женщина). По данным переписи 2009 года, в разъезде проживали 62 человека (38 мужчин и 24 женщины).